# سوگدن (اکلاهما)
سوگدن(به انگلیسی: Sugden) شهری در ایالت اکلاهما کشور ایالات متحده آمریکا است که جمعیت آن در سرشماری سال ۲۰۱۰ میلادی، ۴۳ نفر بوده‌است.